# Реджанг (народ)

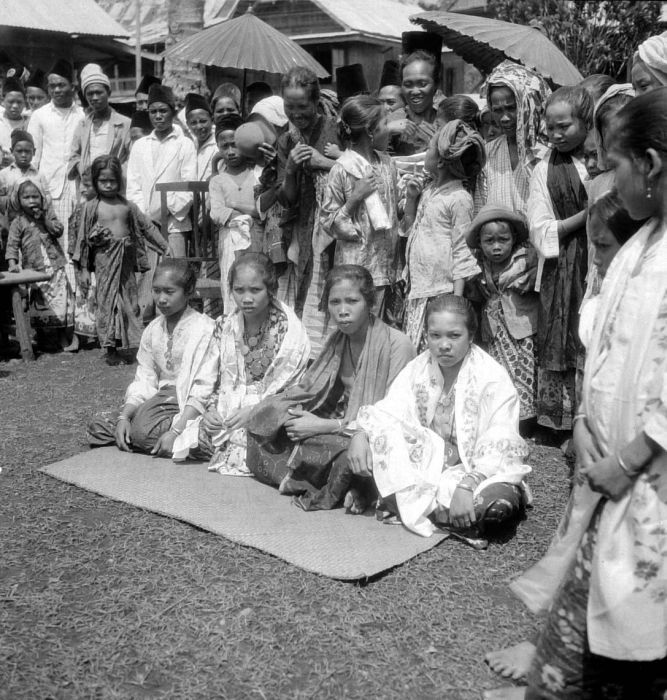

Реджанг, также реджангцы (индон. Suku Rejang, самоназвание Rejang), — австронезийский народ, жители юго-западной части острова Суматра. Живут преимущественно в провинции Бенгкулу. Общая численность (2014) — 426000 человек.

## История
Предками реджанг являются древние австронезийцы. Их переселение на Суматру происходило в результате нескольких волн миграции на протяжении III—II тысячелетий до н. э. Некоторые лингвисты на основе анализа реджангского языка утверждают, что главную роль в формировании реджанг сыграли переселенцы с острова Калимантан.
В первой половине XIX века земли реджанг были захвачены нидерландскими колонизаторами (власть голландцев в прибрежных районах Бангкулу была официально установлена 6 апреля 1825 года, но многие внутренние области не были колонизированы до 1860-х годов). Согласно сообщениям голландских чиновников в Бенгкулу, реджанг подразделялись на 5 языково-племенных групп, каждая из которых была подвластна отдельному вождю. Традиционная культура реджанг сильно пострадала, когда в конце XIX века в их землях было найдено золото и в этот район направилось большое количество не принадлежавших к их народу добытчиков. Быстрое распространение денежных отношений привело к упадку местного традиционного быта, однако туземцы сохранили своё обычное право, танцевальное и песенное искусство. В 1945 году земли реджанг вошли в состав Индонезии.

## Культура
Реджанг живут преимущественно в долинах горных рек. Основное занятие — земледелие, хотя считаются также хорошими рыболовами и охотниками, а ныне нередко работают наемными рабочими на плантациях и в лесном хозяйстве. Внедрение в конце XIX века денежных отношений привело к большим потерям традиционной материальной культуры и подражанию быту других этнических групп. Ныне реджанг даже одежду покупают у соседних племён. Вместе с тем культура реджанг считается малоадаптируемой, поскольку они игнорируют многие блага современной цивилизации и с пренебрежением относятся к иностранцам.
Главной социальной единицей являются сельские общины, состоящие из 10—15 родственных хозяйств. Традиционные семьи большие и расширенные. Отсчёт родства ведется только по линии отца. Дети от браков женщин-реджанг с представителями других народов получают в общине более низкий статус, чем чистокровные реджанг. Выделяются благородные семьи «кутеи», которые считаются основателями деревни или целого населённого района. Из их ряда выбираются вожди — кутеи-туи-кутеи. Реджанг имеют единое для всех обычное право, которое значительно отличается как от государственного законодательства, так и от норм ислама. Вожди давно утратили возможность абсолютного правления над соплеменниками, однако сохранили свои функции судей.
Реджанг известны своим песенным и танцевальным искусством, в том числе популярными женскими танцами. В реджангском обществе женщина занимает высокое положение, в обычном праве предусмотрены суровые наказания за супружескую измену. В нынешнюю эпоху, несмотря на приверженность ряда племён традиционной культуре, многие реджанг получили высшее образование и стали представителями современных квалифицированных профессий или государственными служащими.

## Язык
Реджангский язык относится к малайской-полинезийской группе австронезийской языковой семьи. Подразделяется на 5 крупных диалектов. Реджанг имеют собственную письменность каганга на основе древнеиндийского письма брахми.

## Религия
Большинство верующих — мусульмане-сунниты.